# Capela de São Roque (Pontevedra)
A Capela de São Roque é um edifício religioso católico, com a categoria de capela, localizado no bairro da Moureira na cidade de Pontevedra (Espanha), na Rua San Roque, muito perto do porto de Corvaceiras.

## História
Foi a primeira igreja dominicana na cidade. Na Idade Média, os habitantes de Pontevedra já tinham construído uma capela no curso inferior do rio Gafos para procurar refúgio e protecção de São Roque, perto do antigo hospital de São Lázaro, que albergava os doentes infecciosos.
A capela foi originalmente construída na zona de Corvaceiras, perto do porto, como um símbolo de protecção contra a peste que poderia chegar do estrangeiro. Com o tempo, a capela foi deslocada várias vezes, até ser instalada na sua localização actual em 1861. Em 1901, a capela foi renovada e ampliada de uma única nave para um transepto. Em Outubro de 1956, foi planeada uma nova ampliação da capela com a construção de um novo volume transversal, e esta remodelação foi inaugurada a 16 de Agosto de 1962.
Em 11 de Agosto de 2017, a Capela de São Roque inaugurou novos sinos, uma cópia fiel dos anteriores, datados de 1871.

## Descrição
É uma capela neoclássica com adições românicas, planta quadrada e com uma única nave. Alguns dos restos românicos, como as colunas unidas quatro a quatro para formar três grandes janelas, pertencem à igreja do antigo mosteiro de Casteláns, no município de Covelo, cujas pedras, quando foi demolida, foram distribuídas por diferentes lugares da província de Pontevedra.
Na fachada do lado leste, há pequenas colunas unidas em grupos de quatro formando janelas e nas fachadas laterais e na cabeceira mísulas românicas, algumas das quais foram acrescentadas para imitar as antigas. Os temas das mísulas são variados: nacelas, cabeças monstruosas, figuras barbudas, decoração vegetal e geométrica, conchas de vieira, figuras animais (urso, sapo).
O campanário destaca-se na fachada principal. De um dos lados, a imagem de São Roque é visível. As portas de entrada para a capela são coroadas por arcos segmentares. O portal da fachada leste tem um grande óculo por cima da porta e termina num frontão triangular. A capela é rodeada por um simples muro de pedra que serve como um pequeno adro.
O interior da capela é dominado pelo altar-mor de madeira policromada. Na parte superior há um medalhão com a inscrição "Ave-Maria Purísima". Num nicho no centro encontra-se a imagem de São Roque, à direita o Sagrado Coração de Jesus e a Rainha da Paz com uma pomba na sua mão direita, e à esquerda Nossa Senhora do Rosário e São Pedro.
Nos braços do transepto, nos altares laterais, do lado direito, está Santo Telmo. À esquerda estão Nossa Senhora das Dores, Nossa Senhora do Carmo e São Sebastião, a quem a cidade tem prestado homenagem a cada 20 de Janeiro desde 1515, durante o Voto da Cidade, por a ter livrado da peste. Toda a capela tem tectos brancos como muitas igrejas portuguesas.

## Cultura
A imagem de São Roque participa na procissão do Corpus Christi e percorre o bairro dos pescadores, ao qual dá o nome, durante a procissão de 16 de Agosto.

## Galeria

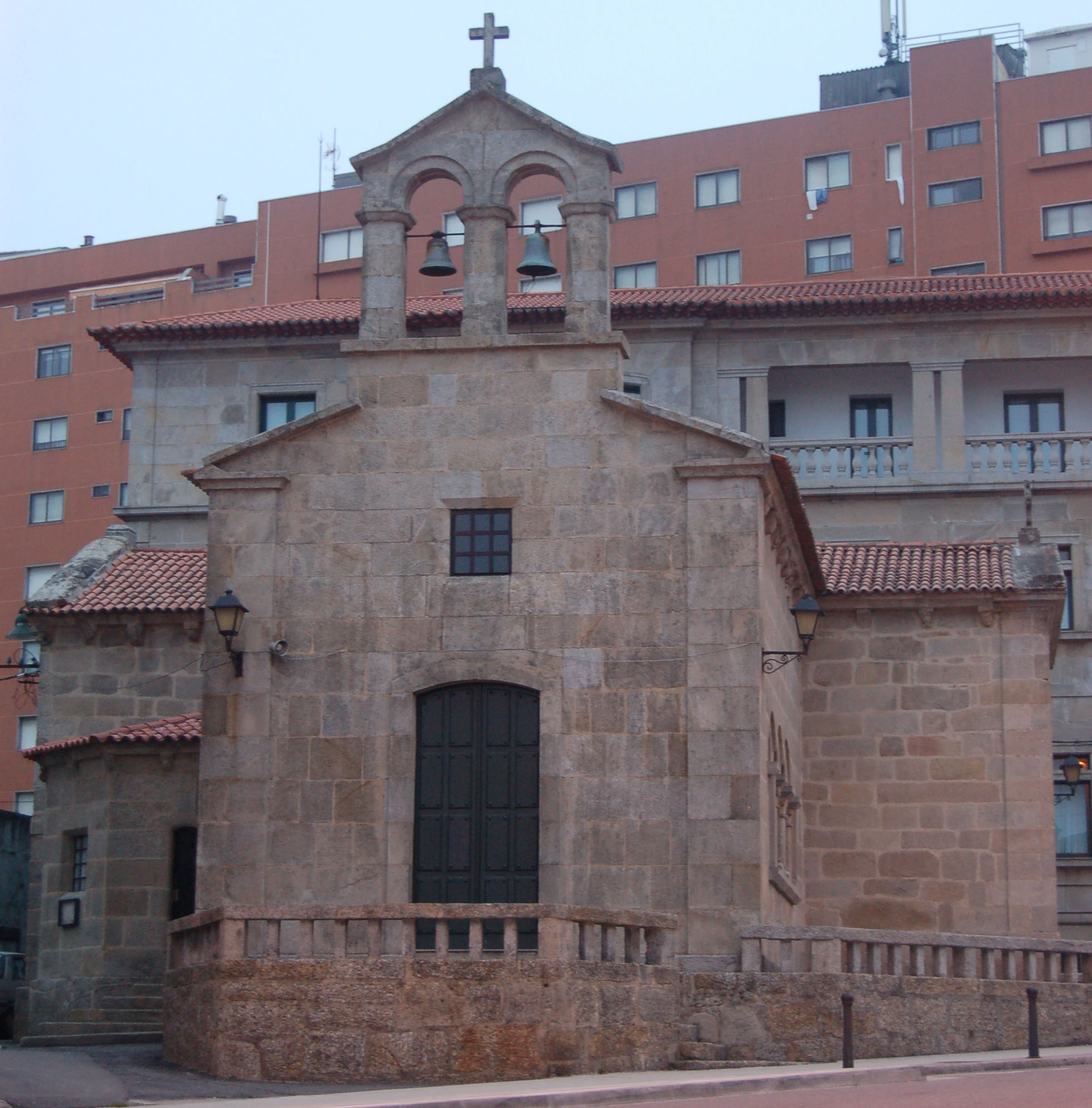
Fachada principal e campanário
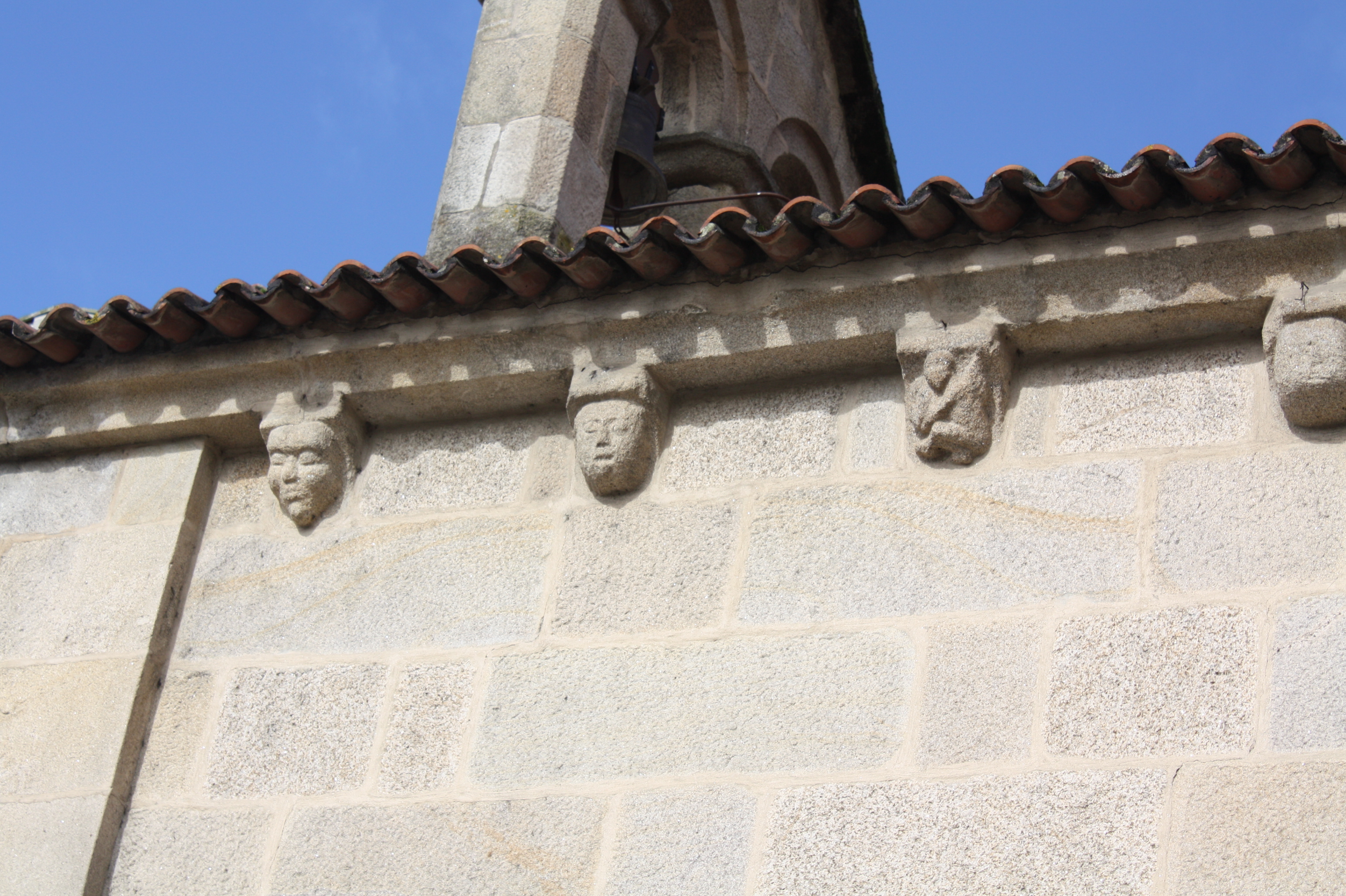
Mísulas românicas
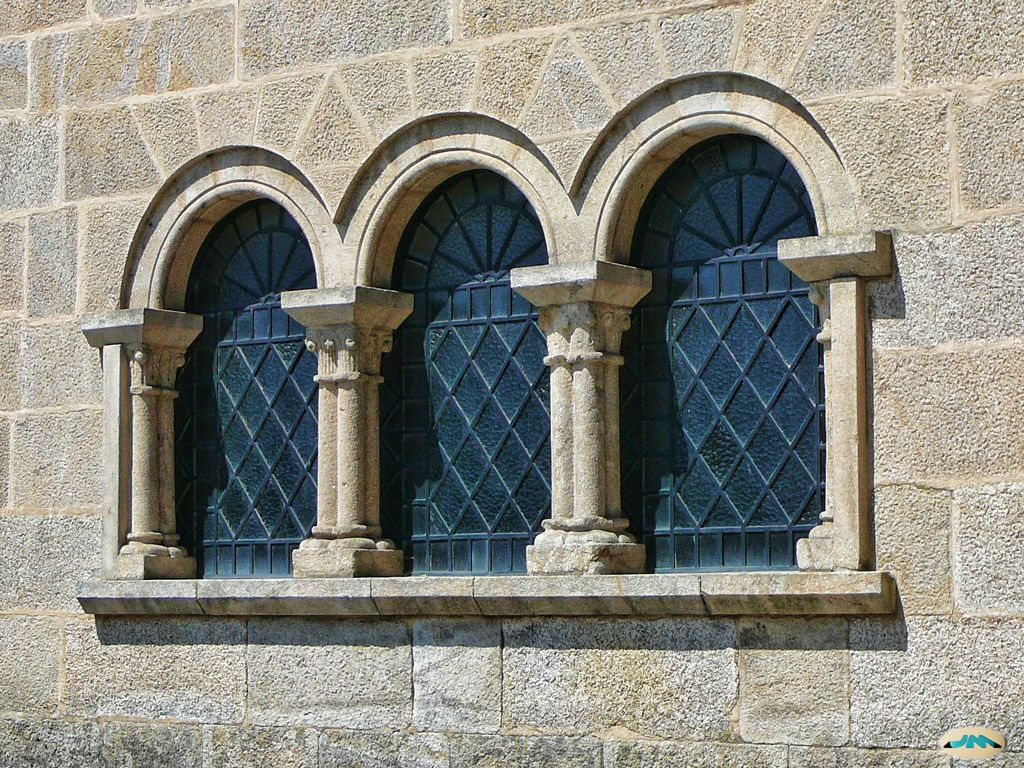
Arcos e colunas românicas na fachada lateral
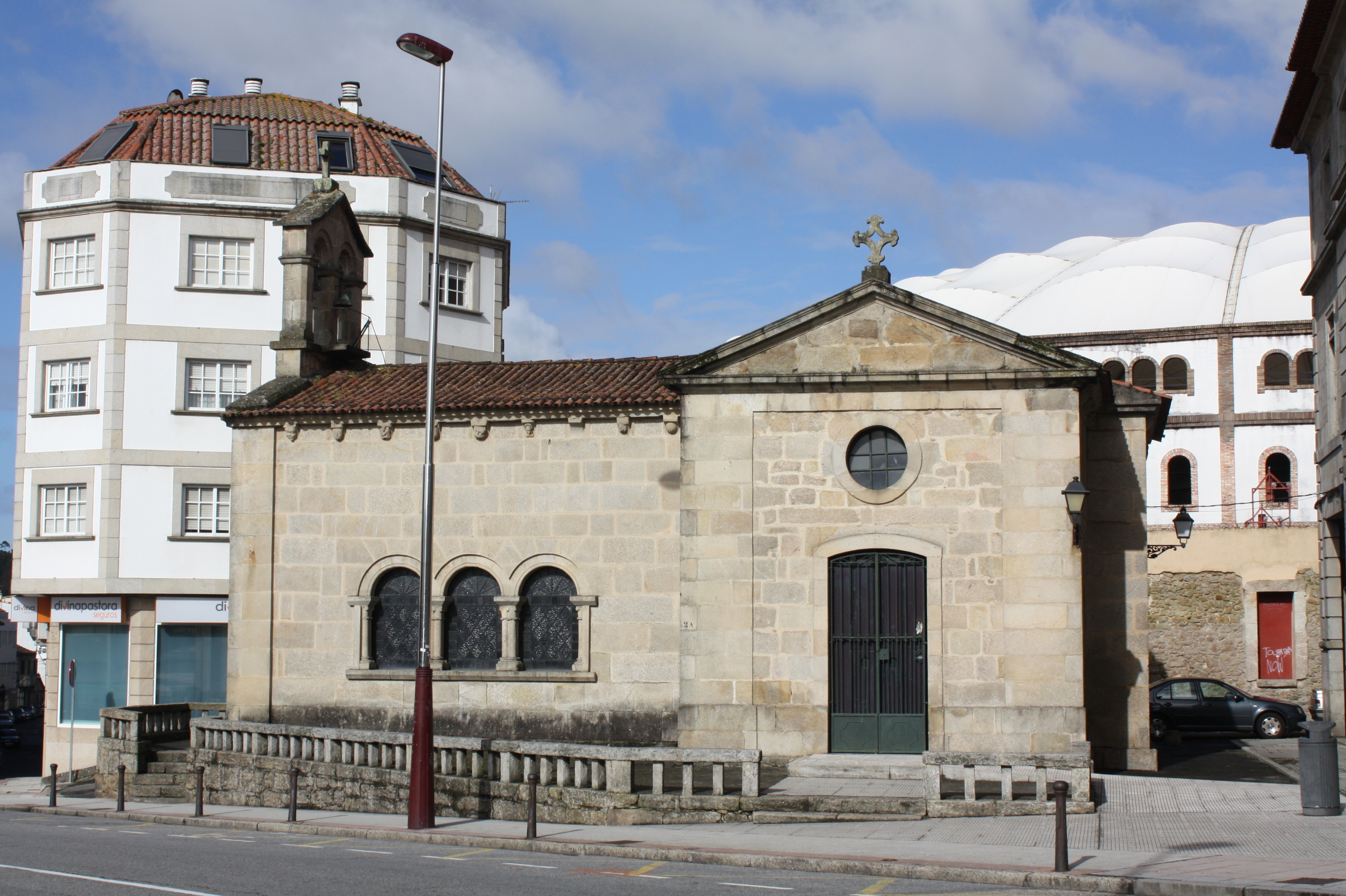
Fachada lateral
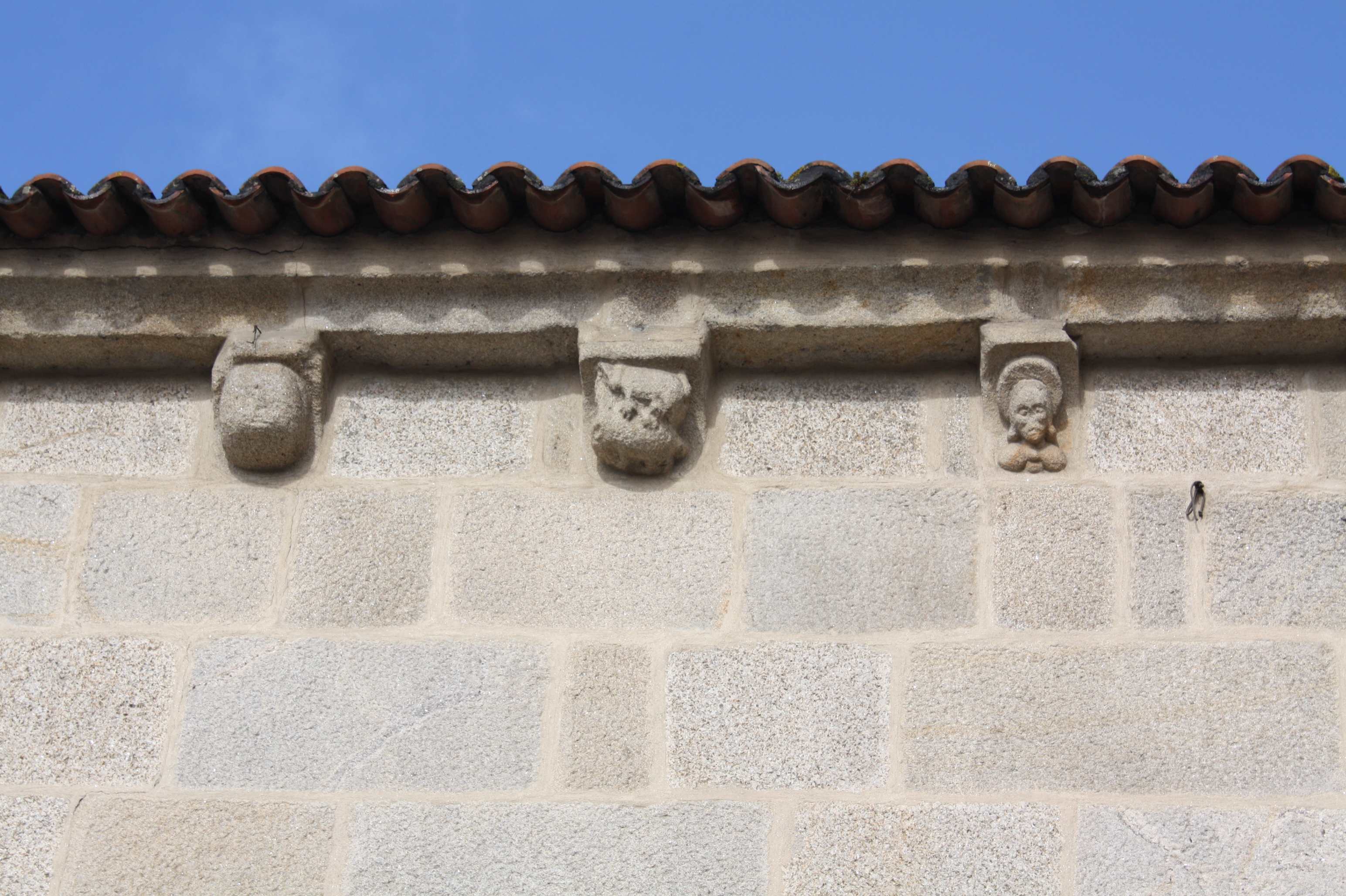
Mísulas românicas
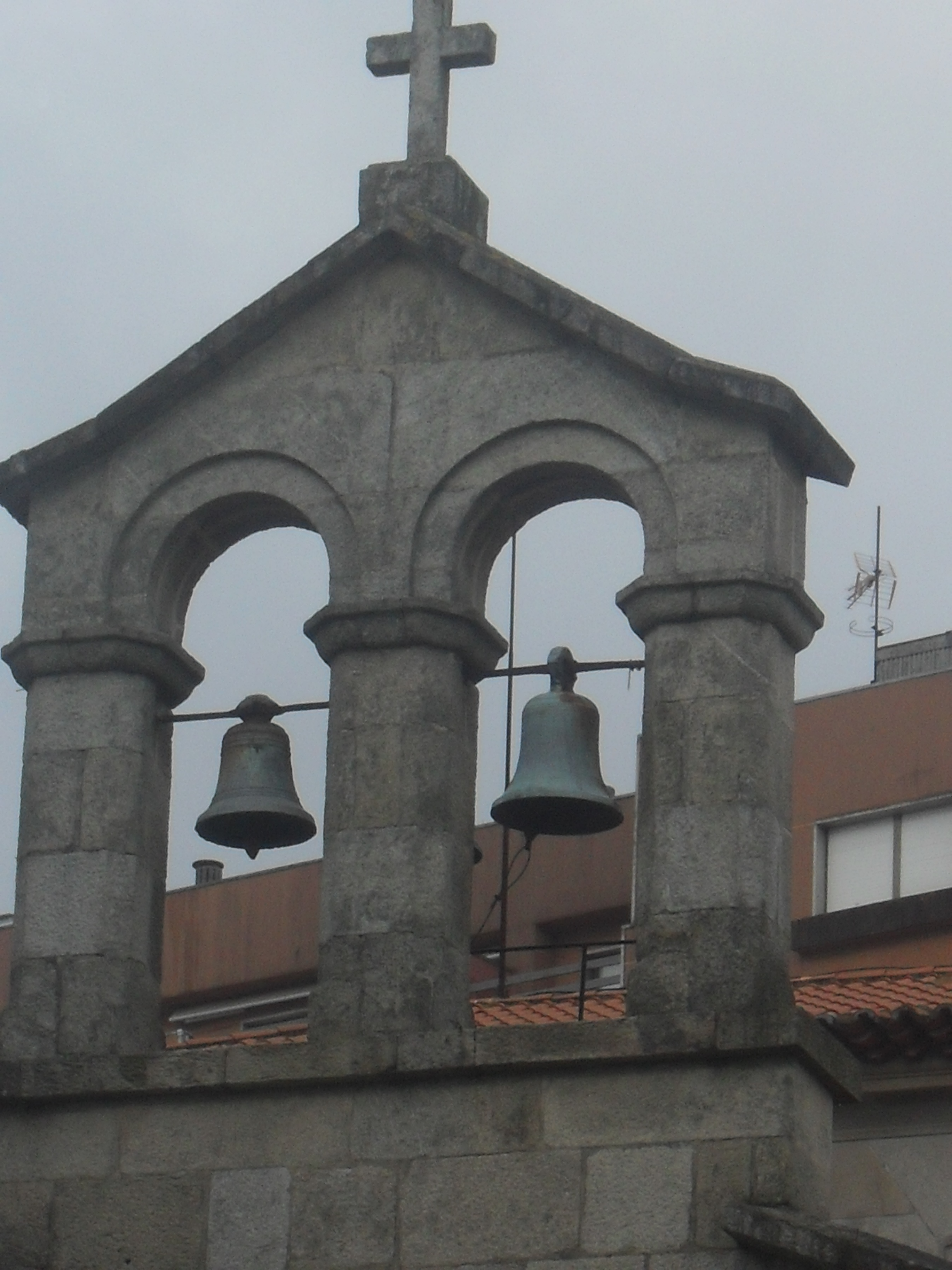
Campanário da capela

### Artigos relacionados
- Neoclassicismo
- São Roque
- A Moureira